# Мейер-Любке, Вильгельм
Вильгельм Ме́йер-Лю́бке (нем. Wilhelm Meyer-Lübke; 30 января 1861, Дюбендорф, кантон Цюрих — 4 октября 1936, Бонн) — швейцарский лингвист (работал также в Австрии и Германии), один из крупнейших языковедов-романистов XIX в. Труды по сравнительной грамматике и генетической классификации романских языков, истории румынского языка, албанскому языку.

## Биография
Учился в Бонне у основателя романской филологии Ф. Дица. Преподавал в университетах Йены (1887—1889), Вены (1890—1914), Бонна (с 1915). Продолжая традиции Дица, создал фундаментальную сравнительную грамматику и этимологический словарь романских языков, выдержанные в духе последовательных младограмматических принципов. Доказал романскую генетическую принадлежность румынского языка; основатель института изучения румынского языка при Венском университете. Занимался также проблемами субстрата в истории романских языков.
Членкор Американской академии медиевистики (1928).

## Основные публикации
- Grammatik der romanischen Sprachen. Leipzig, 1890—1902, Bd. 1—4.
- Einführung in das Studium der romanischen Sprachwissenschaft. Heidelberg, 1920 (3 изд.).
- Romanisches etymologisches Wörterbuch. Heidelberg, 1935 (3 изд.).